# Oldsmobile Series 70
La línea de automóviles de lujo Oldsmobile Series 70 abarcó los modelos Oldsmobile 70, Oldsmobile 76 y Oldsmobile 78. Representaban la gama media de la marca, por lo tanto se situaban encima de la línea Series 60.
El 70 fue fabricado de 1939 a 1940, en 1942 y de 1946 a 1948. En el primer año de producción fue conocido como G-Series 70, mientras que en otros años se llamó Dynamic 70.
El 76 se comercializó en 1941 y relanzado en 1949 hasta 1950, esta vez con una carrocería derivada del Oldsmobile 98, con un motor de 3769 centímetros cúbicos de cilindrada y el cual desarrollaba 105 CV de potencia.
Acerca del 78, sólo se produjo durante un año, en 1941.